# Louis van Schoor
Sybrand Jacobus Lodewikus van Schoor, dit Louis van Schoor, né en 1951 et mort le 25 juillet 2024 à East London (Cap-Oriental), est un tueur en série sud-africain qui totalise 39 victimes estimées. Condamné à vingt ans de détention, il est libéré en 2004 après avoir purgé douze ans de prison.
Condamné en 1992 pour sept assassinats et deux tentatives de meurtre, Van Schoor est un ancien maître-chien de la police devenu vigile. Son mode opératoire consiste à se rendre dans des bâtiments pourvus d'alarmes silencieuses et d'y abattre les intrus.
Il raconte à un journaliste qu'il aurait tué plus de cent personnes entre 1986 et 1989. Sa fille Sabrina purge une peine de 25 ans dans la même prison pour avoir fait égorger sa mère.

## Parcours
Louis van Schoor a été embauché comme agent de sécurité pour la ville d'East London après avoir servi comme officier de police et dresseur de chiens policiers.
Le modus operandi de Louis van Schoor consistait à utiliser une arme à balle expansive silencieuse dans des locaux commerciaux qu'il surveillait et à tirer immédiatement sur les intrus avec son pistolet 9 mm. La plupart de ses victimes étaient des hommes noirs et on soupçonnait donc que ses meurtres étaient à caractère raciste, mais van Schoor a nié cela et a déclaré qu'il avait tiré sur des voleurs et qu'il « faisait donc simplement son travail ».
Louis van Schoor a été condamné à 20 ans de prison pour sept meurtres et deux tentatives de meurtre. Alors qu'il purgeait sa peine à la prison de Fort Glamorgan, selon un employé de la prison, il s'est comporté comme un « prisonnier exemplaire » et a fait preuve de qualités de leadership.
Après avoir purgé douze ans de prison, Louis van Schoor a été libéré sous condition en 2004. Sa fille Sabrina purge une peine de 25 ans dans la même prison pour avoir engagé un tueur à gages pour assassiner sa mère en 2002.
Depuis lors, Louis van Schoor a fait profil bas et a récemment travaillé comme contremaître de bétail.
Louis van Schoor est décédé le 25 juillet 2024 à l'âge de 72 ans d'une septicémie à la jambe.